# Eishere
Der Eishere oder Einher ist ein Riese, der in den Taten Karls des Großen (Gesta Karoli Magni) Erwähnung findet.
Obwohl er als Riese deklariert wird, entstammt er nicht der germanischen Mythologie, sondern wird vielmehr als Menschenriese (Höttges) beschrieben. Genauer gesagt wird er als Mann aus dem Thurgau bezeichnet und gleicht einem riesenhaften Helden. Er ist in der Lage, alleine ein ganzes Heer zu ersetzen, was ihm auch den Namen verlieh. Allerdings entsprechen sowohl Größe als auch Stärke des Riesen wohl den Proportions-Phantasien des Mönches Notker Balbulus, der dieses Werk verfasste.